# Akron (Iowa)
Akron is een plaats (city) in de Amerikaanse staat Iowa, en valt bestuurlijk gezien onder Plymouth County.

## Demografie
Bij de volkstelling in 2000 werd het aantal inwoners vastgesteld op 1489. In 2006 is het aantal inwoners door het United States Census Bureau geschat op 1459, een daling van 30 (-2,0%).

## Geografie
Volgens het United States Census Bureau beslaat de plaats een oppervlakte van 3,1 km², geheel bestaande uit land. Akron ligt op ongeveer 345 m boven zeeniveau.

## Plaatsen in de nabije omgeving
De onderstaande figuur toont nabijgelegen plaatsen in een straal van 24 km rond Akron.

## Geboren
- Rachel Sweet (1962), zangeres, actrice, auteur en televisieproducente